# パパ・ジョンズ・ピザ
パパ・ジョンズ・ピザ（英語: Papa John's Pizza, Inc.）は、アメリカ合衆国ジョージア州アトランタに本社を置く、主にピザを販売するファーストフードチェーンである。

## 歴史

パパ・ジョンズ・ピザを展開する国（2022年時点）

1984年10月2日、「Papa」ことジョン・シュナッターがインディアナ州ジェファーソンヴィルに設立し、ピザチェーン店を始めた。その後、世界45ヶ国および地域の5,000以上の場所でピザチェーン店を展開している。
2016年12月、PMQ Pizza Magazineは当社を3番目に大きいテイクアウトおよびピザ配達レストランチェーンであると述べた。
2017年12月21日、シュナッターが2018年1月1日付けで当社のCEOを辞任し、スティーブ・リッチーに代わり、シュナッターが会長を務めると発表した。 2018年2月、パパ・ジョンズとNFLは、シュナッターのNFLに対する批判が話題になり、スポンサー契約を終了することに合意したという。
2020年9月17日、グローバル本社をジョージア州アトランタに移転する計画を発表した。同年11月17日、移転先のグローバル本社はバッテリー アトランタのスリーボールパークセンターとなることを発表した。

### 不祥事
2018年7月11日、報道機関はマーケティングエージェンシーであるランドリーサービスとの電話会議中に、シュナッターが「カーネル・サンダースは黒人ニガーと呼び、サンダースは世間の反発に直面したことはない」と言って「ニガー」という言葉を使用したと報じた。シュナッターは「KFCコーポレーションの創設者による引用を参照することは、人種差別に対する彼の嫌悪感を伝えることを意図したものである」と主張したという。電話後にマーケティングエージェンシーの所有者は当社との契約を終了するために移動した。シュナッターは事件が報告された同日付けで取締役会の議長を辞任した。事件後、リッチーは公開書簡で謝罪し、会社の従業員に偏見と多様性のトレーニングを受けるように命じた。
2018年7月26日、シュナッターは、電話会議のスキャンダル後に会社から解雇された後、当社に対し、会社の内部の帳簿と記録へのアクセスを許可する訴訟を起こした。シュナッターは会社の手続きを、設立した会社との間の関係を断ち切るための「説明のつかない、手間のかかる方法」として説明した。また、情報にアクセスするのを防ぐことに加えて、シュナッターが会社の過半数の株式を買い戻す可能性を制限するために毒薬戦略を実行した。
2019年3月5日、当社はシュナッターと和解したことを発表し、同年4月30日の年次株主総会で、相互に受け入れ可能な独立取締役がシュナッターの後任として任命された時に、会社の取締役会を辞任するとした。
2019年8月27日、当社はアービーズ社長のロブ・リンチが、シュナッターによって厳選されたリッチーの後任のCEOになると発表した。